# Blau (affluent de l'Hers-Vif)
Pour les articles homonymes, voir Blau.
Le Blau est une rivière française du département de l'Aude, dans la région Occitanie, et un sous-affluent de la Garonne par l'Hers-Vif et l'Ariège.

## Géographie
Le Blau est un affluent en rive droite de l'Hers-Vif, long de 16,1 km, né à l'extrémité nord du plateau de Sault vers 650 m d'altitude, à l'exsurgence de l'Aigo Neich (ou « l'eau naît », source dite du « Trou de l'eau ») sur la commune de Puivert à la limite de Belvis. Il passe à l'est du village de l'Escale, un quartier de Puivert, dans Puivert même et la commune de Villefort. Dans la commune de Chalabre il se jette dans l'Hers-Vif.

### Bassin versant
- Surface du bassin: 67 km2

## Principaux affluents
- Mouillères : 9,7 km
- Gauzières : 4 km
- Lapeyrousse : 2,7 km

## Hydrologie

### Le Blau à Chalabre
Le débit du Blau a été observé pendant une période de 48 ans (1961-2008), à Chalabre, localité du département de l'Aude, située au niveau du confluent avec l'Hers-Vif. La surface étudiée est de 67 km2, c'est-à-dire la totalité du bassin versant de la rivière.
Le module de la rivière à Chalabre est de 0,887 m3/s.
Le Blau présente des fluctuations saisonnières de débit assez importantes, caractéristiques d'un régime pluvial à dominante océanique complexifié par la proximité de la Méditarranée (à moins de 100 km) et des Pyrénées (Plateau de Sault, à environ 1 000 m d'altitude, dont la source du Blau est issue). Les hautes eaux ont lieu en hiver et au printemps et portent le débit mensuel moyen à un niveau situé entre 1,19 et 1,72 m3/s, de décembre à mai inclus avec 3 maxima en décembre (légère influence méditerranéenne en fin d'automne), février (maxi. principal, lié aux pluies d'hiver d'origine océanique) et avril (légère influence nivale sur le Plateau de Sault). Les basses eaux, assez longues par suite d'étés présentant des caractères déjà méditerranéens - c'est-à-dire chauds, longs et secs, surviennent en été-automne, de juin à novembre inclus, entraînant une baisse du débit moyen mensuel atteignant 0,074 m3/s au mois d'août, ce qui est assez sévère mais pas excessif et par ailleurs tout à fait normal pour les cours d'eau de cette partie du piémont pyrénéen sans attaches montagnardes importantes.

### Étiage ou basses eaux
Le VCN3 peut chuter jusque 0,013 m3/s, en cas de période quinquennale sèche, soit treize litres par seconde, ce qui doit être considéré comme très sévère (mais moins accusé que dans le Lauragais voisin, sur l'Ambronne et la Vixiège, deux autres affluents de l'Hers-Vif), le cours d'eau étant alors réduit à quelques filets d'eau.

### Crues
D'autre part, les crues peuvent être très importantes, voire dévastatrices. Les QIX 2 et QIX 5 valent respectivement 40 et 61 m3/s. Le QIX 10 vaut 75 m3/s, tandis que le QIX 20 se monte à 89 m3/s, et que le QIX 50 est de 110 m3/s. Il faut s'attendre tous les cinq ans à une crue de l'ordre de 61 m3/s, ce qui est très important pour un cours d'eau dont le bassin versant est d'aussi petite taille.
Le débit instantané maximal enregistré à Chalabre a été de 84 m3/s le 1er décembre 1996, tandis que la valeur journalière maximale était de 55,5 m3/s le 22 mars 1974. En comparant le premier de ces chiffres aux valeurs des différents QIX de la rivière, il apparaît que cette crue était quasiment équivalente à la crue vicennale calculée par le QIX 20, et donc nullement exceptionnelle et amenée à se renouveler tous les 20 ans environ. Par ailleurs, les dates de ces 2 crues (décembre 1996 et mars 1974) illustrent parfaitement la genèse des plus fortes crues du Blau : la première est une crue liée à un épisode de pluies méditerranéennes tel qu'il en survient habituellement sur le secteur en fin d'automne et début d'hiver. La seconde est une crue de printemps « océanique pyrénéenne », liée à une perturbation venue de l'Atlantique et s'étant bloquée sur le relief pyrénéen. Étant donné sa faible taille, le bassin du Blau est également sujet, de mai à octobre, à de fortes poussées lors d'orages puissants, ce qui peut en faire un cours d'eau très dangereux d'autant que cette période de l'année est celle des basses eaux et que le Blau peut alors passer soudainement de quelques filets d'eaux indigents et inoffensifs à un torrent furieux.

### Lame d'eau et débit spécifique
La lame d'eau écoulée dans le bassin du Blau est de 419 millimètres annuellement, ce qui est encore relativement abondant et lié à l'effet condensateur des premiers reliefs pyrénéens, ce qui génère une pluviométrie abondante, voisine de 1 000 mm/an, sur le bassin. C'est ainsi sensiblement supérieur à la moyenne d'ensemble de la France tous bassins confondus (320 millimètres par an), et à de peu supérieur également à l'ensemble du bassin versant de la Garonne (384 millimètres par an au Mas-d'Agenais). Le débit spécifique (ou Qsp) atteint dès lors 13,2 litres par seconde et par kilomètre carré de bassin.